# Caprimimodes mimetica
Caprimimodes mimetica är en fjärilsart som beskrevs av Rothschild 1913. Caprimimodes mimetica ingår i släktet Caprimimodes och familjen björnspinnare. Inga underarter finns listade i Catalogue of Life.